# Football Manager 2024
Football Manager 2024 es un videojuego de simulación de gestión de fútbol. Ha sido desarrollado por Sports Interactive y publicado por Sega. Se estrenó el 7 de diciembre de 2023.  Football Manager 2024 Mobile se lanzó exclusivamente para los suscriptores de Netflix. 
Football Manager 2024 fue desarrollado en Japón y eso llevó a cabo que fuera la primera entrega en la historia del videojuego que se lanzase en Japón  y también incluyese las ligas J1, J2 y J3 con licencia completa.  Por primera vez en la saga, los usuarios pueden transferir sus archivos guardados de Football Manager 2023 y continuar en Football Manager 2024.  

## Premios y reconocimientos
En febrero de 2024, Football Manager 2024 se convirtió en la edición más jugada en su historia, alcanzando siete millones de usuarios en 100 días.  En 7 de marzo de 2024, Football Manager 2024 fue reconocido como mejor juego de ordenador del Reino Unido en los UVGA de 2024. 